# Carl Warnstorf

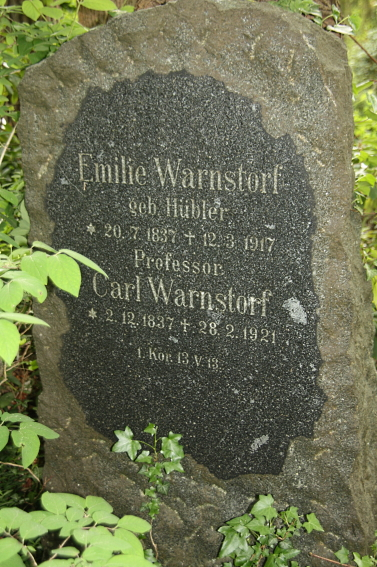
Sepultura de Carl Warnstorf no Südwestkirchhof de Stahnsdorf, Berlim.

Carl Friedrich Eduard Warnstorf (Sommerfeld, Prússia, 2 de dezembro de 1837 — Berlim, 28 de fevereiro de 1921) foi um professor e briólogo que se distinguiu pelos seus estudos sobre a florística das turfeiras e sobre a taxonomia do género Sphagnum.

## Biografia
Carl Warnstorf nasceu na cidade de Sommerfeld, então parte da região de Lausitz da Prússia (hoje redenominada Lubsko após a expulsão da população alemã em 1946), filho de um sapateiro. Depois de frequentar a escola secundária e o instituto preparatório em Sommerfeld, completou o curso do seminário para professores em Neuzelle em 1855-1858. Em 1861 foi nomeado professor em Arnswalde (hoje Choszczno), onde casou com Emilie Hübler (falecida em 1917), transferido em 1867 para uma escola de Neuruppin, onde trabalhou como pedagogo por 32 anos até se aposentar em 1899. Para além do seu trabalho como docente, dedicou toda a sua via ao estuda da florística das turfeiras e da briologia, especializando-se no estudo das Sphagnaceae. Após se ter aposentado do ensino, mudou-se para Berlim, onde se dedicou em exclusivo à preparação da sua obra Sphagnologia universalis, na qual laborou intensamente até falecer.
Dedicou-se principalmente ao estudo da flora das turfeiras, matéria sobre a qual publicou extensamente, sendo reconhecido como o mais reputado autor especialista do seu tempo. Concentrou-se no estudo do género Sphagnum, cujo número de espécies conhecidas aumentou consideravelmente, ao mesmo tempo que alargava o conhecimento da morfologia daquele grupo de musgos, descrevendo e sistematizando de forma pioneira características como a distribuição dos poros nos folíolos ou a formação de bulbilhos e nódulos rizóides. O seu extenso herbário de musgos foi na maior parte destruído pelos efeitos da Segunda Guerra Mundial, tendo apenas uma porção remanescente sido preservado.
Em 1917, foi agraciado com o título de professor honorário pelos seus serviços ao conhecimento da briologia das turfeiras. Além disso, o género de musgos Warnstorfia foi assim denominado em sua homenagem e o seu nome é epónimo para o epíteto específico de 18 espécies. Faleceu aos 83 anos de idade no seu apartamento de Berlin-Schöneberg (na Cranachstrasse, 36). Está sepultado no Südwestkirchhof Stahnsdorf, Block Schöneberg, Feld 4a.

## Obras publicadas
Entre outras, é autor das seguintes obras:
- Die europäischen Torfmoore. Eine Kritik und Beschreibung derselben, Berlin 1881; Les sphaignes d'Europe, Auch 1888; The European Sphagneaceae, London 1901.
- Die Torfmoose im Kgl. Botanischen Museum in Berlin. Eine bryologische Studie, Cassel 1882.
- Sphagnologische Rückblicke, Regensburg 1884.
- Moosflora der Provinz Brandenburg. Eine systematische Zusammenstellung der bisher in diesem Gebiet beobachteten Leber-, Torf- und Laubmoose, Berlin 1885.
- Leber- und Torfmoose, Leipzig 1903; Laubmoose, Leipzig 1906. (= Kryptogamenflora der Mark Brandenburg und angrenzender Gebiete, Bd. 1 u. 2).
- Sphagnales-Sphagnaceae (Sphagnales universalis), Leipzig 1911. (= Adolf Englers Pflanzenreich Bd. 51); ND Weinheim 1958; Leipzig 1965; Vaduz 1976.
- Zur Bryo-Geographie des Russischen Reiches: Eine Erinnerung an Dr. E. Zickendraht, Dresden 1913.
- Bryophyta (Sphagnales, Bryales, Hepaticae). (= Die Süßwasserflora Deutschlands, Österreichs und der Schweiz, H. 14), Jena 1914. (mit W. Mönkemeyer und V. Schiffner).
- Pottia-Studien als Vorarbeiten zu einer Monographie des Genus "Pottia Ehrh" sensstr., Dresden 1917.